# ESOMAR
ESOMAR (англ. European Society of Marketing Research Professionals) — Європейська асоціація дослідників громадської думки і маркетингу — одна з найвідоміших і шанованих дослідних асоціацій у світі, утворена в 1948 році. На сьогодні ESOMAR налічує більш ніж 5000 членів з понад 120 країн світу.

## Діяльність
ESOMAR об'єднує компанії та організації, які проводять маркетингові дослідження та дослідження в галузі суспільної думки.

Членство в ESOMAR означає дотримання членом стандартів проведення досліджень і служить певною гарантією високої якості досліджень. В наш час[коли?] ESOMAR об'єднує більше 5000 індивідуальних членів в 120 країнах світу.
На сьогоднішній день в ESOMAR існує лише індивідуальне членство, у той же час є каталог компаній (т. зв. ESOMAR Directory), в яких працюють члени ESOMAR. Прийнято вважати, що компанія, яка перебуває в ESOMAR Directory, є членом ESOMAR.
ESOMAR, у співпраці з Міжнародною торговою палатою, створив міжнародний кодекс дослідницької етики (ICC / ESOMAR), який визначає стандарти проведення маркетингових і соціальних досліджень.

## ESOMAR в Україні
Кількість членів ESOMAR в Україні: 26.
Першим національним представником ESOMAR в Україні (2001—2005) був генеральний директор Київського міжнародного інституту соціології, віце-президент «УАМ» Володимир Паніотто.
Представник ESOMAR в Україні з 2005 року — генеральний директор «УАМ» Ірина Лилик.

## Розташування
Штаб-квартира ESOMAR знаходиться в Амстердамі.